# Serrano do Maranhão
Serrano do Maranhão este un oraș în unitatea federativă Maranhão (MA), Brazilia.